# NGC 983
NGC 983 je galaksija u zviježđu Trokut.

## Vanjske poveznice
- SEDS: NGC 983